# Fausto Bertoglio
Fausto Bertoglio (Brescia, 13 januari 1949) is een voormalig Italiaans wielrenner. Het hoogtepunt in zijn professionele carrière als wegrenner was de eindzege in de Ronde van Italië in 1975.

## Belangrijkste overwinningen
1972
- Eindklassement Wielerweek van Lombardije

1975
- 17e etappe Giro d'Italia
- Eindklassement Giro d'Italia
- 2e etappe Ronde van Catalonië
- Eindklassement Ronde van Catalonië

1976
- Coppa Placci
- 8e etappe Ronde van Catalonië

## Resultaten in voornaamste wedstrijden
| Jaar | Ronde van Italië | Ronde van Frankrijk | Ronde van Spanje |
| ---- | ---------------- | ------------------- | ---------------- |
| 1973 | 46e              |                     |                  |
| 1974 |                  | 23e                 |                  |
| 1975 | ↑ (1)            |                     |                  |
| 1976 | ↑                | 9e                  |                  |
| 1977 | opgave           |                     |                  |
| 1978 | 14e              |                     |                  |
| 1979 | 7e               |                     |                  |
| 1980 | 29e              |                     |                  |

| Jaar | Milaan-San Remo | Gent-Wevelgem | Ronde van Lombardije |  | Wereldranglijsten |
| ---- | --------------- | ------------- | -------------------- |  | ----------------- |
| 1973 | 136e            |               |                      |  |                   |
| 1974 |                 |               |                      |  |                   |
| 1975 |                 |               |                      |  | 7e (SPP)          |
| 1976 |                 |               | 18e                  |  | 20e (SPP)         |
| 1977 |                 | 31e           |                      |  |                   |
| 1978 | 88e             |               |                      |  |                   |
| 1979 | 84e             |               |                      |  |                   |
| 1980 |                 |               |                      |  |                   |